# Gibraltar Hardware
Gibraltar Hardware — американский производитель барабанных принадлежностей и аксессуаров.

## История
С 1990-х годов бренд принадлежал компании «Kaman Music». В 2007 году он был продан компании «Fender».
В 2014 году новым владельцем стала компания Drum Workshop.
В настоящее время большая часть производства находится на Тайване.
Gibraltar Hardware ежегодно представлен на крупнейших музыкальных выставках, среди которых NAMM Show и Drum Expo.

## Продукция
- педали для бас-барабана
- стулья для барабанщика[6]
- стойки и держатели для тарелок[7]
- прочие аксессуары (ободы для барабанов, рамы, крепления)[8][9][10]

## Музыканты, представляющие Gibraltar Hardware
Ниже приведён неполный список эндорсеров:
- Шон Дровер (Megadeth)
- Роберт Бурдон (Linkin Park)
- Крис Адлер (Lamb of God)
- Брендан Кэнти (Fugazi)
- Билл Уорд (экс-Black Sabbath)
- Бобби Рондинелли (экс-Rainbow)